# Emanuel Parzen
Emanuel Parzen (21 de abril de 1929 - 6 de fevereiro de 2016) foi um estatístico americano. Ele trabalhou e publicou artigos sobre a teoria de detecção de sinal e análise de série temporal, onde foi pioneiro no uso da estimativa de densidade por kernel (também conhecida como janela de Parzen em sua homenagem). Parzen recebeu a Medalha Memorial Samuel S. Wilks em 1994 da American Statistical Association.

## Biografia
Parzen estudou na Bronx High School of Science. Ele então se matriculou em Harvard, onde obteve seu diploma de graduação em matemática em 1949. De lá, ele foi para Berkeley, obtendo seu mestrado e doutorado em matemática em 1951 e 1953, respectivamente. Sua dissertação, intitulada On Uniform Convergence of Families of Sequences of Random Variables, foi escrita sob orientação de Michel Loève.
Após a graduação Parzen iniciou sua carreira acadêmica, servindo como cientista pesquisador no departamento de física e professor assistente de estatística matemática na Universidade Columbia. Ele saiu de lá em 1956 indo para a Universidade Stanford, onde permaneceu por 14 anos. Durante esse tempo, ele escreveu Modern Probability Theory and Its Applications, que se tornou um dos textos clássicos da teoria das probabilidades. Em 1970, ele aceitou a cadeira do departamento de estatística da SUNY Buffalo e, em 1978, mudou-se para seu último cargo como professor ilustre na Texas A&M University.

## Morte
Pazen morreu em Boca Raton, Flórida, em 6 de fevereiro de 2016. Seu filho, Michael Parzen, é professor sênior de estatística na Universidade de Harvard.

## Prêmios e honrarias
- Fellow, American Statistical Association[2]
- Fellow, Institute of Mathematical Statistics[2]
- Fellow, American Association for the Advancement of Science[2]
- Medalha Memorial Samuel S. Wilks